# Sybra submodesta
Sybra submodesta là một loài bọ cánh cứng trong họ Cerambycidae.